# Báthory Gábor (református püspök)
Báthory Gábor (Solt, 1755. január 26. – Nagykőrös, 1842. február 12.) református lelkész, a Dunamelléki Református Egyházkerület püspöke 1814-től haláláig.

## Élete
Atyja Báthory Ferenc városi főjegyző volt. 1768-ban Kecskemétre ment tanulni; innen a debreceni főiskolába, majd a német és svájci egyetemekre. Külföldön két és fél évet töltött; hazájába visszatérvén, papi pályára lépett és előbb a tassi egyház, három év mulva pedig a dunapataji egyház hivta meg lelkészének. 1796-ban pesti református pap és egyházkerületi aljegyző lett; ő szentelte föl az itteni uj református templomot 1830-ban. 1805-ben a pesti egyházmegye alesperesévé, 1808. egyházkerületi főjegyzőjévé, 1814. a dunamelléki református egyházkerület püspökévé választatott. Az 1838. árvíz elpusztítván parókiáját, előbb a gróf Teleki-házba, majd innét Nagykőrösre Gábor fiához vonult, lemondván a pesti lelkészi hivatalról. Koporsója fölött beszédet mondottak Polgár Mihály református lelkész, Tatai András kecskeméti tanár és Fitos Pál nagykőrösi tanár, mely beszédek 1842-ben Kecskeméten kinyomattak.

## Munkái
- A szenteknek igaz tiszteletek. Pest, 1796. (Halotti beszéd gr. Teleki József fölött.)
- Lucifernek az égről lett leesésén való öröm, melyet fels. II. Ferencz római csász. és kir. győzedelmeiért… a pesti ecclesiában aug. 25. 1799. tartatott Te Deum laudamus alkalmatosságával előadott. Uo. 1799.
- A megholt csecsemő gyermekeiken kesergő keresztyén szüléknek vigasztalások, melyet méltóságos Beleznay Sámuel úr és b. Barsi Susanna asszony kedves csecsemő gyermekek Ferencz úrfi eltemettetése alkalmatosságával… előadott. Uo. 1803.
- Árnyék módjára járó és hiába szorgalmatoskodó ember, kit… sárói Szabó Sámuel… eltemettetése alkalmatosságával… lerajzolt. Uo. 1804.
- A keresztyén vallás igazságának annak erkölcsi tudományából való megmutatása. Vácz, 1807. (A keresztyén vallás igazsága cz. füzetben Megyei Pál és Mocsi István prédikáczióival)
- A megholtak szabados siratásoknak határai, melyeket… Gyürky István ur eltemettetése alkalmatosságával… szent Mihály havának 27. 1807. tartatott tanításban kimutatott. Uo. 1808. (Sárvári Pál halotti beszédével együtt.)
- A hűséges és okos lelki pásztor és annak jutalma, melyet főtiszt. Tormássy János úrnak 1808, eszt. püspöki fölszenteltetése alkalmatossagával a kis-kún-halasi ref. ekklezsiában tartott. Szeged, 1809. (Benedek Károly beszédével együtt.)
- A csalárdság nélkül való igaz keresztyén, kit mélt. nagy-réti Darvas Ferencz urnak utolsó tisztessége megadatásának szomorú alkalmatosságával… leirt. Pest, 1810.
- A jó asszony minden karbunbulusokat sokkal felyül haladó drága kincs, melyet néh. mélt. gr. l. b. tóth-prónai Prónay Lajos úr volt kedves élete párjának gr. Wartensleben Katalin utolsó tisztessége megadattatása alkalmatosságával halotti beszédében előadott Pesten, bőjtelő-havának 14. 1808. Uo. 1812.
- A nagy emberektől viselt püspöki hivatal nehéz terhe. Uo. 1815. (Ez harmadik része azon füzetnek, mely magában foglalja a püspökké történt fölszentelésekor mondott beszédeket.)
- Néhai orvos doctor… Cseh Szombathi József úr sirhalma. Uo. 1815.
- Az úr Istennek tetsző evangeliumi szolgálat. Uo. 1816.
- A rajtunk eshető csapásokhoz előre való készület és rajtunk esteknek békességes szenvedése… Pest, 1816. (Roffi Borbély Borbála, bizaki Puky Simon élete párja felett mondott halotti beszéd.)
- Az életnek helyes meggyűlölése. Uo. 1816. (Ludányi Bay Francziska, losonczi Gyürky Pál élete párja felett mondott halotti beszéd.)
- Emlékezet kövekkel megrakott temető kert, vagy olly Halotti Prédikátziók, mellyeket külömb külömb helyeken, s időben elmondott. Pest, 1820–21. Két kötet. Első kötet Második kötet
- Az evangeliumi keresztyén tolerantia két prédikáczióban előadva. Uo. 1822.
- Lehet-e, van-e egyedül idvezítő ecclesia? Ha lehet és van, hol van, melyik az? Uo. 1822.
- Nem emberekre, hanem angyalokra bizatott főpásztori hivatal. Veszprém, 1828. (A Főtiszt. Tóth Ferenc dunántuli h. h. szuperintendens fölszentelésén mondott beszédek utolsó része.)

A Fördős Lajos által szerkesztett Papi Dolgozatok Gyászesetekre című 12. füzetben van két halotti beszéde. Ezenkivül kiadta a nagyváradi bibliát némi javításokkal Pesten.
Kéziratban 620 darab közönséges, alkalmi s ünnepi prédikáczió 13 kötetben; mintegy 200 darab halotti prédikáczió; a heidelbergi káté magyarázata; továbbá beszédek és imák.
Alvinczi József fölött tartott gyászbeszéde (Buda, 1810.) az Országos Széchényi Könyvtár kézirattárában van.
Arcképe megjelent a dunamelléki ref. egyházkerület 1836. Névtárában.